# Ferdinand Philippe du Bois de Nevele
Ferdinand Philippe Louis du Bois de Nevele (Antwerpen, 24 augustus 1795 - Bachte-Maria-Leerne, 4 september 1862) was een Belgisch politicus voor de Katholieke Partij.

## Biografie

### Familie
Ferdinand Philippe du Bois was de vierde van de tien kinderen van baron Ferdinand du Bois (1767-1848), lid van het Nationaal Congres en senator, en Reine Wellens.
Hij trouwde in 1818 in Antwerpen met gravin Olympe d'Oultremont de Wégimont (1798-1844), kleindochter van Jean d'Oultremont en zus van graaf Émile d'Oultremont, lid van het Nationaal Congres, senator en diplomaat. Ze kregen drie zoons en vier dochters.
- Anne du Bois de Nevele (1819-1848), trouwde in 1837 in Edegem met Charles Moretus (1806-1850). Ze kregen vijf zoons en twee dochters, met afstammelingen tot heden.
- Émile du Bois de Nevele (1820-1877), trouwde in 1843 in Brasschaat met Antonine de Pret Roose de Calesberg (1821-1890). Ze kregen vier zoons en vier dochters, met afstammelingen tot heden.
- Louise du Bois de Nevele (1823-1864), trouwde in 1843 in Edegem met Augustin van de Werve (1821-1873), broer van graaf Philippe van de Werve, burgemeester van Vorselaar. Ze kregen vijf zoons en een dochter, met afstammelingen tot heden.
- Adolphe du Bois d'Aische (1825-1868), trouwde in 1845 in Bazel met Rosalie Vilain XIIII (1824-1894), dochter van graaf Philippe Vilain XIIII, burgemeester van Bazel, Gent en Rupelmonde, lid van de Tweede Kamer der Staten-Generaal, lid van het Nationaal Congres en senator. Ze kregen twee zoons en zes dochters, met afstammelingen tot heden.
- Gabrielle du Bois de Nevele (1829-1876), trouwde in 1849 in Edegem met baron Frédéric de Gilman de Zevenbergen (1820-1894), gemeenteraadslid van Ranst en provincieraadslid van Antwerpen. Ze kregen negen zoons en vijf dochters, met afstammelingen tot heden.

In 1835, tien jaar vroeger dan zijn vader, verkreeg du Bois een baronstitel, overdraagbaar bij eerstgeboorte. Hij kreeg die op de naam du Bois de Nevele, hoewel het pas in 1885 was dat in hoofde van zijn kleinkinderen deze naamuitbreiding werd erkend.

### Loopbaan
Du Bois was van 1830 tot 1850 burgemeester van Edegem. Hij verhuisde vervolgens naar Bachte-Maria-Leerne. Hij was provincieraadslid van Antwerpen in 1836-1837. In 1837 werd hij verkozen tot katholiek senator voor het arrondissement Turnhout, een mandaat dat hij vervulde tot in 1848.